# CCL17
CCL17 (англ. C-C motif chemokine ligand 17) — білок, який кодується однойменним геном, розташованим у людей на короткому плечі 16-ї хромосоми. Довжина поліпептидного ланцюга білка становить 94 амінокислот, а молекулярна маса — 10 507.
| 10         |  | 20         |  | 30         |  | 40         |  | 50         |
| ---------- |  | ---------- |  | ---------- |  | ---------- |  | ---------- |
| MAPLKMLALV |  | TLLLGASLQH |  | IHAARGTNVG |  | RECCLEYFKG |  | AIPLRKLKTW |
| YQTSEDCSRD |  | AIVFVTVQGR |  | AICSDPNNKR |  | VKNAVKYLQS |  | LERS       |

A: Аланін

C: Цистеїн

D: Аспарагінова кислота

E: Глутамінова кислота

F: Фенілаланін

G: Гліцин

H: Гістидин

I: Ізолейцин

K: Лізин

L: Лейцин

M: Метіонін

N: Аспарагін

P: Пролін

Q: Глутамін

R: Аргінін

S: Серин

T: Треонін

V: Валін

W: Триптофан

Кодований геном білок за функцією належить до цитокінів.
Задіяний у таких біологічних процесах, як запальна відповідь, хемотаксис.
Секретований назовні.